# Dado Topić
Adolf Topić, detto Dado (Nova Gradiška, 4 settembre 1949), è un cantante croato.
Ha rappresentato la Croazia all'Eurovision Song Contest 2007 con il brano Vjerujem u ljubav, cantato con i Dragonfly.

## Biografia
Dado Topić ha iniziato la sua carriera musicale come cantante dei Korni Grupa dal 1969 al 1971, mentre dal 1971 al 1977 è stato fondatore e cantante del gruppo progressive rock Time, con cui ha pubblicato tre album e una raccolta. Dopo lo scioglimento della band, ha avviato la sua carriera da solista.
Il 3 marzo 2007 ha partecipato a Dora, la selezione del rappresentante croato per l'Eurovision, cantando Vjerujem u ljubav con il gruppo Dragonfly e venendo incoronato vincitore dopo essere arrivato primo nel voto della giuria e secondo nel televoto. Nella semifinale dell'Eurovision Song Contest 2007, che si è tenuta il successivo 10 maggio ad Helsinki, si sono piazzati al 16º posto su 28 partecipanti con 54 punti totalizzati, non riuscendo a qualificarsi per la finale.

## Discografia

### Album
- 1979 – Neosedlani
- 1980 – Šaputanje na jastuku
- 1983 – Vodilja (con i Pepel in Kri)
- 2002 – Otok u moru tišine
- 2004 – Apsolutno sve
- 2008 – I taka nataka (con i Leb i Sol)

### Album dal vivo
- 2008 – Live in Kerempuh

### Raccolte
- 1989 – The Best Of (con Slađana Milošević)
- 1996 – Time i Dado Topić
- 2007 – The Ultimate Collection

### EP
- 1993 – Call It Love

### Singoli
- 1974 – Život moj / Pjesma 3
- 1976 – Poželi nešto
- 1982 – Napred plavi (con Olivera Katarina e Predrag Gojković-Cune)
- 1984 – Princeza (con Slađana Milošević)
- 2002 – Pjesma za davora (con Mladen Vojičić Tifa, Aki Rahimovski e Zlatan Fazlić)
- 2004 – Apsolutno sve
- 2007 – Vjerujem u ljubav (con i Dragonfly)
- 2007 – Bajka o ljubavi